# Lac Baggilt
Le lac Bagillt est un lac andin d'origine glaciaire d'Argentine, situé sur le territoire de la province de Chubut, dans le département de Futaleufú, en Patagonie.
Il doit son nom à une petite ville du nord du pays de Galles.

## Géographie
Le lac Bagillt est situé dans un décor grandiose, entouré de tous côtés par les cimes enneigées des Andes de Patagonie, dont la blancheur contraste avec le vert de la forêt andino-patagonique encore presque vierge de l'étage inférieur.
Il s'allonge de l'ouest-sud-ouest vers l'est-nord-est, dans la partie supérieure d'une étroite vallée d'origine glaciaire. Cette vallée  est dominée à l'ouest par le massif du Cerro Cónico (altitude de 2 271 mètres). De ce puissant sommet, situé à quatre km de son extrémité ouest, descend un glacier qui l'alimente en partie. 

La longueur du lac Bagillt est de plus ou moins 2,5 kilomètres, sa largeur moyenne étant de 350 mètres.

## Hydrologie
Le lac Bagillt fait partie du bassin versant du río Futaleufú qui se jette dans l'océan Pacifique en territoire chilien. 

Il se trouve dans une zone de très haute pluviosité. Il est alimenté par le glacier du Cerro Cónico, ainsi que par de multiples ruisseaux et torrents issus des sommets environnants.
Son émissaire est l’arroyo Bagillt. Il prend naissance au niveau de son extrémité orientale, et, après avoir dévalé le flanc de la montagne sur une distance de quelque quinze kilomètres représentant 750 mètres de dénivellation, se jette en rive gauche dans le río Futaleufú. En fin de parcours, son débit moyen est de 3,96 m3/s.

## Aire naturelle protégée
Le lac Bagillt est situé en dehors (au sud) du parc national Los Alerces. Cependant une zone protégée spéciale a été créée, qui couvre ses rives et la forêt environnante, l'Area Natural Protegida Lago Bagillt, vaste de 15 km2. Elle a officiellement pour but la préservation d'espèces et de la diversité génétique des lieux. 
L'accès au lac Bagillt est réglementé. La forêt est en effet composée de superbes lengas (Nothofagus pumilio), et abrite une population rare de huemuls. Étant donné la richesse naturelle de la zone et son extrême fragilité, les visiteurs, y compris les scientifiques, doivent être accompagnés d'un guide spécialisé qui veille à leur sécurité et à l'intégrité du patrimoine naturel. 
On y accède par un chemin difficile, long de 18 km, au départ de la route menant à la localité de Los Cipresses